# Maagdenstraat (Brugge)
De Maagdenstraat is een straat in Brugge.

## Beschrijving
Aan de oorsprong van deze straatnaam staat de verwijzing naar een vrouw Mabe. Wie ze was blijft onbekend en waarom ze zo bijzonder was dat ze als referentie diende voor de straat waar ze in woonde, al evenzeer. Ze leefde vermoedelijk in de dertiende eeuw. Maar op het einde van die eeuw was ze blijkbaar al vergeten, want in 1291 was haar naam vervormd tot 'Maagd'. Een Latijns document vermeldt in dat jaar namelijk: in vico virginum. Nochtans werd rond 1300 nog meermaals de naam 'Ver Mabestraat' gebruikt.
Oorspronkelijk liep deze straat slechts van de Smedenstraat tot de Hauwerstraat. Verderop lag tussen de Hauwersstraat en de Klokstraat slechts een smal steegje dat de naam 'Bisschopsstraat' droeg. In 1874-1883 ging een groot deel van de wijk tussen Hauwerstraat, Boeveriestraat en de vesting op de schop, en werd het stratenpatroon hertekend. Toen werden niet alleen de Hendrik Consciencelaan (langs de vesting) en de Van Voldenstraat nieuw aangelegd, maar werd de Maagdenstraat ook doorgetrokken tot aan de Boeveriestraat. Dat verklaart de uniforme negentiende-eeuwse stijl van de huizen in dit stadsdeel.

## Literatuur

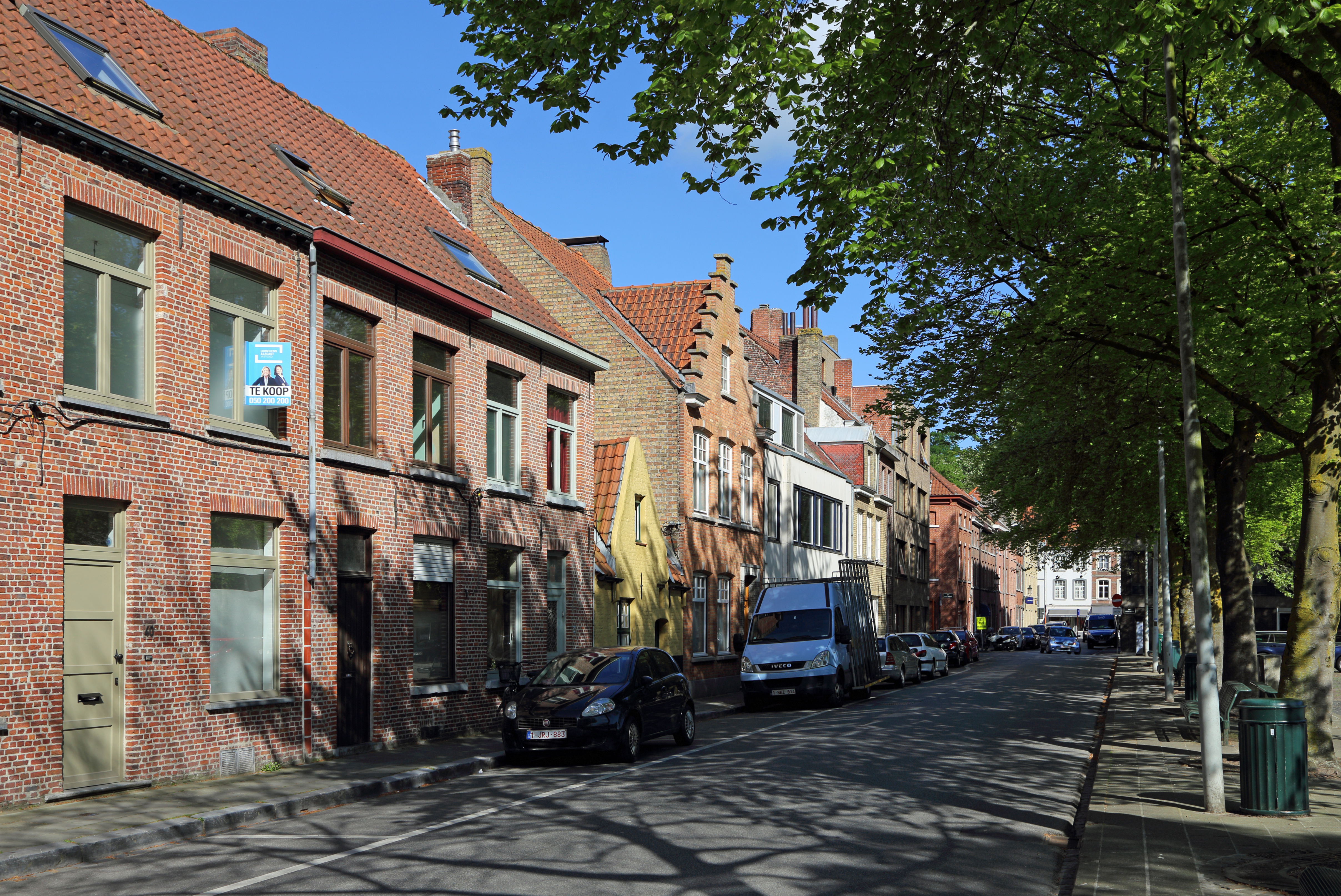
De Maagdenstraat ter hoogte van het Beursplein
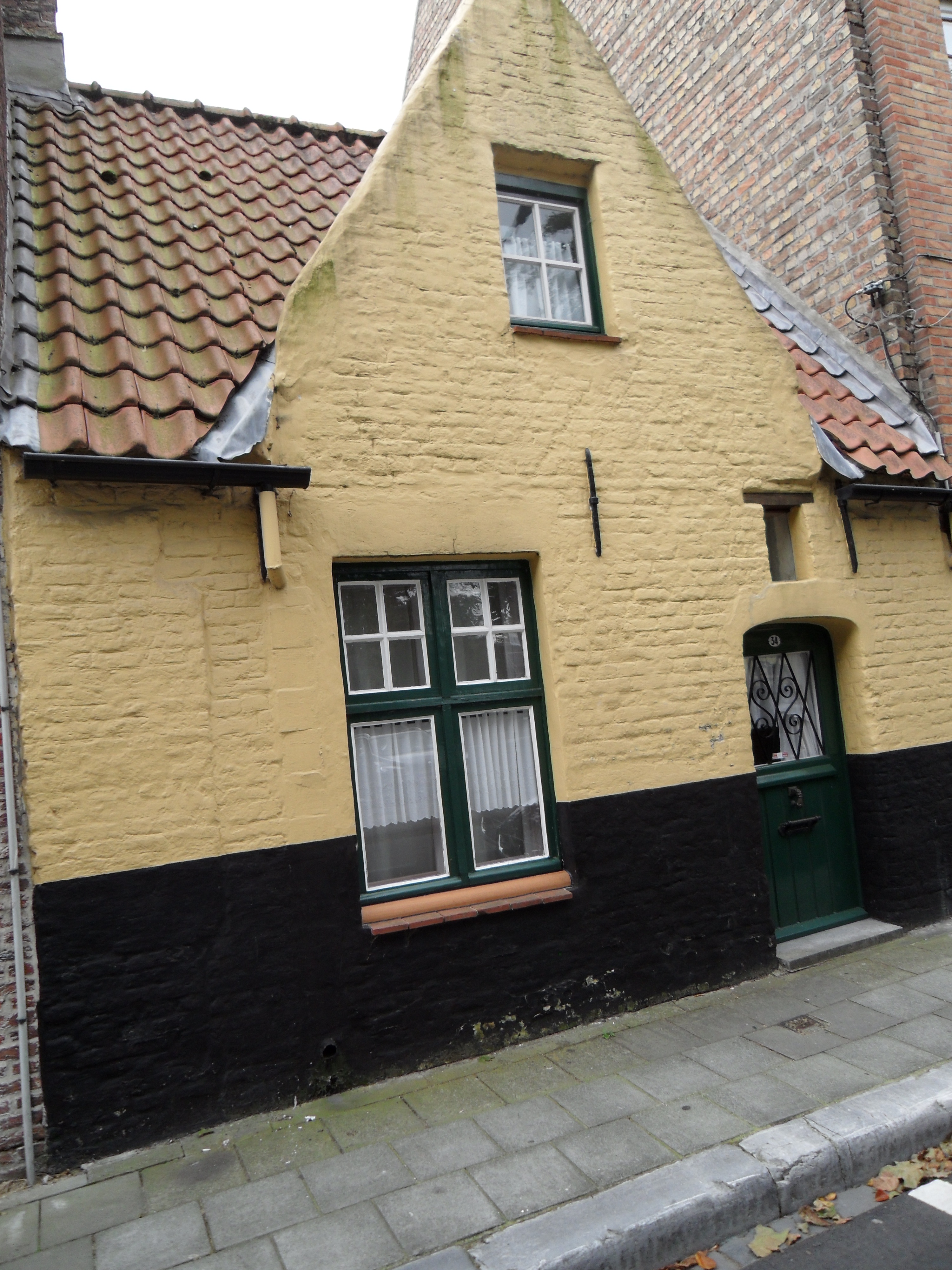
Een huisje in de Maagdenstraat, gelegen tegenover het Beursplein, dat aan de aldaar heersende slopingswoede is ontsnapt